# Hobbs & Shaw
Fast & Furious Presents: Hobbs & Shaw is een Amerikaanse komische actiefilm uit 2019, geregisseerd door David Leitch en geschreven door Chris Morgan en Drew Pearce. Het is een spin-off van The Fast and the Furious-franchise, met in de hoofdrol Dwayne Johnson en Jason Statham als Luke Hobbs en Deckard Shaw.
Fast & Furious- hoofdrolspeler en producer Vin Diesel zei eerst in 2015 dat spin-offs in productie waren, en Hobbs & Shaw was officieel bekendgemaakt in oktober 2017. Leitch tekende in april 2018, later in juli 2018 vervolledigden Kirby en Elba de cast. De opnames liepen van september 2018 tot januari 2019 en vonden voornamelijk plaats in Londen en Glasgow. Universal Pictures heeft de film op 2 augustus 2019 uitgebracht in de Verenigde Staten. In België verscheen de film op 7 augustus 2019 in de zalen na op 2 augustus 2019 de voorpremière te hebben beleefd.

## Rolverdeling
| Acteur         | Personage          |
| -------------- | ------------------ |
| Dwayne Johnson | Luke Hobbs         |
| Jason Statham  | Deckard Shaw       |
| Idris Elba     | Brixton Lore       |
| Vanessa Kirby  | Hattie Shaw        |
| Helen Mirren   | Magdalene Shaw     |
| Eiza González  | Madam M            |
| Eddie Marsan   | Professor Andreiko |
| Cliff Curtis   | Jonah Hobbs        |
| Roman Reigns   | Mateo Hobbs        |
| Ryan Reynolds  | Locke              |
| Kevin Hart     | Airmarshal Dinkley |

## Achtergrond

### Muziek
In mei 2019 werd aangekondigd dat Tyler Bates de filmmuziek zal componeren. Eerder had Bates ook een samenwerking met David Leitch aan de films Atomic Blonde en Deadpool 2. De officiële soundtrack werd uitgebracht op 26 juli 2019 door Back Lot Music. De eerste single van de soundtrack is "Getting Started" van Aloe Blacc en J.I.D.

### Première
De film ging in première op 13 juli 2019 in het Dolby Theatre in Hollywood, Los Angeles. 
De première ging niet helemaal goed, er trad een mechanisch effect op waardoor het scherm begon te haperen en een vonkenregen ontstond. De mogelijke oorzaak is door gemorst water.

### Rechtszaak
In oktober 2018 sleepte Fast & Furious franchiseproducer Neal H. Moritz Universal Pictures voor de rechter wegens contractbreuk en fraude nadat de distributeur hem had verwijderd als producer. Moritz was de vaste Fast & Furious producer bij alle voorgaande films. In mei 2019 werd bekendgemaakt dat Universal Pictures Moritz had geschrapt voor alle toekomstige Fast & Furious films.